# Delta B

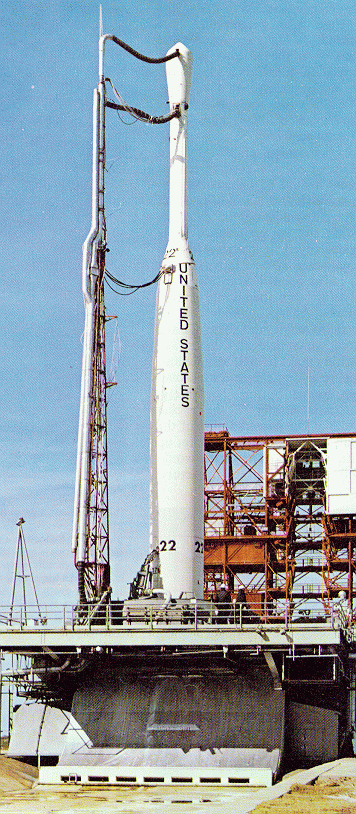
Foguete Delta B

O Delta B foi um foguete estadunidense que prestou serviço entre 1962 e 1964.

## Características
O Delta B foi um foguete leve da família de foguetes Delta que foi usado nove vezes entre 1962 e 1964, com um único fracasso. Praticamente idêntico ao Delta A, mas com um segundo estágio mais avançado, tinha três estágios e era capaz de colocar 370 kg de carga em órbita terrestre baixa.

## Histórico de lançamentos
| Voo      | Data                    | Plataforma de lançamento            | Carga       | Resultado | Notas |
| -------- | ----------------------- | ----------------------------------- | ----------- | --------- | --- |
| 355/D-15 | 13 de dezembro de 1962  | Plataforma LC-17A de Cabo Canaveral | Relay 1     | Êxito     | Primeiro voo de um Delta B.                                                                                 |
| 358/D-16 | 13 de fevereiro de 1963 | Plataforma LC-17B de Cabo Canaveral | Syncom 1    | Êxito     | |
| 357/D-17 | 3 de abril de 1963      | Plataforma LC-17B de Cabo Canaveral | Explorer 17 | Êxito     | |
| 366/D-18 | 7 de maio de 1963       | Plataforma LC-17B de Cabo Canaveral | Telstar 2   | Êxito     | |
| 359/D-19 | 19 de junho de 1963     | Plataforma LC-17B de Cabo Canaveral | Tiros 7     | Êxito     | |
| 370/D-20 | 26 de julho de 1963     | Plataforma LC-17A de Cabo Canaveral | Syncom 2    | Êxito     | |
| 371/D-22 | 21 de dezembro de 1963  | Plataforma LC-17B de Cabo Canaveral | Tiros 8     | Êxito     | |
| 373/D-23 | 21 de janeiro de 1964   | Plataforma LC-17B de Cabo Canaveral | Relay 2     | Êxito     | |
| 391/D-24 | 19 de março de 1964     | Plataforma LC-17A de Cabo Canaveral | Explorer 20 | Falha.    | O terceiro estágio não funcionou corretamente e o satélite não alcançou a órbita. Último voo de um Delta B. |